# Tokyo Challenger 1982
Il Tokyo Challenger 1982 è stato un torneo di tennis facente parte della categoria ATP Challenger Series nell'ambito dell'ATP Challenger Series 1982. Il torneo si è giocato a Tokyo in Giappone dal 7 al 13 aprile 1982 su campi in terra rossa.

## Vincitori

### Singolare
Nduka Odizor ha battuto in finale  Jim Gurfein con il punteggio di 6–4, 3–6, 6–1

### Doppio
Pat Cash /  Craig A. Miller hanno battuto in finale  Bruce Derlin /  David Mustard con il punteggio di 6–2, 6–2